# Classe Terrebonne Parish
La classe Terrebonne Parish est une classe de Landing Ship Tank construits pour la marine américaine dans les années 1950. Certains navires ont ensuite servi dans les marines espagnole, grecque, péruvienne, vénézuélienne et turque.

## Développement
Dans les années 1950, la construction de quinze navires est commandée auprès de trois chantiers navals (Bath Iron Works, Chantier naval Ingalls de Pascagoula et Bay Shipbuilding Company). Trois lots de cinq navires sont construits par chaque chantier de 1952 à 1954. Plusieurs navires servent durant la guerre du Vietnam.
Tous les navires sont mis hors service aux États-Unis de 1970 à 1973, beaucoup sont transférés dans des marines étrangères, dont certains étaient en service jusqu'au milieu des années 2010.

## Navires
| Pennant number                            | Nom                                       | Callsign                                  | Chantier                                  | Lancement                                 | Commissioned                              | Decommissioned                            | Etat                                                                               |
| Terrebonne Parish-class tank landing ship | Terrebonne Parish-class tank landing ship | Terrebonne Parish-class tank landing ship | Terrebonne Parish-class tank landing ship | Terrebonne Parish-class tank landing ship | Terrebonne Parish-class tank landing ship | Terrebonne Parish-class tank landing ship | Terrebonne Parish-class tank landing ship                                          |
| ----------------------------------------- | ----------------------------------------- | ----------------------------------------- | ----------------------------------------- | ----------------------------------------- | ----------------------------------------- | ----------------------------------------- | ---------------------------------------------------------------------------------- |
| LST-1156                                  | Terrebonne Parish                         | NLOU                                      | Bath Iron Works                           | 9 août 1952                               | 21 novembre 1952                          | 29 octobre 1971                           | Vendu à l'Espagne et renommé Velasco (L11), later scrapped in 1994                 |
| LST-1157                                  | Terrell County                            | NNAG                                      | Bath Iron Works                           | 6 décembre 1952                           | 14 mars 1953                              | 25 mars 1971                              | Vendu à la Grece et renommé Inouse (L-104), later sunk as target on 4 octobre 2007 |
| LST-1158                                  | Tioga County                              | NDPR                                      | Bath Iron Works                           | 11 avril 1953                             | 20 juin 1953                              | 23 décembre 1970                          | Scrapped on 17 août 2005                                                           |
| LST-1159                                  | Tom Green County                          | NCEH                                      | Bath Iron Works                           | 2 juillet 1953                            | 12 septembre 1953                         | 5 janvier 1972                            | Vendu à l'Espagne et renommé Conde del Venadito (L13), état inconnu                |
| LST-1160                                  | Traverse County                           | NEWO                                      | Bath Iron Works                           | 3 octobre 1953                            | 19 décembre 1953                          | 30 novembre 1970                          | Vendu au Pérou et renommé BAP Eten (DT-144), état inconnu                          |
| LST-1161                                  | Vernon County                             | NBTB                                      | Ingalls Shipbuilding                      | 25 novembre 1952                          | 18 mai 1953                               | 14 juin 1973                              | Vendu au Vénézuela et renommé ARV Amazonas (T-21), état inconnu                    |
| LST-1162                                  | Wahkiakum County                          | NHPW                                      | Ingalls Shipbuilding                      | 23 janvier 1953                           | 13 août 1953                              | 16 octobre 1970                           | Scrapped on 22 juin 2005                                                           |
| LST-1163                                  | Waldo County                              |                                           | Ingalls Shipbuilding                      | 17 mai 1953                               | 17 septembre 1953                         | 21 décembre 1970                          | Vendu au Pérou et renommé BAP Pisco (DT-142), scrapped in 2012                     |
| LST-1164                                  | Walworth County                           | NEMX                                      | Ingalls Shipbuilding                      | 15 mai 1953                               | 26 octobre 1953                           | 2 avril 1971                              | Vendu au Pérou et renommé BAP Paita (DT-141), état inconnu                         |
| LST-1165                                  | Washoe County                             | NMHV                                      | Ingalls Shipbuilding                      | 14 juillet 1953                           | 30 novembre 1953                          | 25 novembre 1970                          | Vendu au Pérou et renommé BAP Callao (DT-143), sunk as target on 30 septembre 2021 |
| LST-1166 / MSS-2                          | Washtenaw County                          | NFLX                                      | Christy Shipbuilding                      | 22 novembre 1952                          | 29 octobre 1953                           | 30 août 1973                              | Sold to commercial service, abandoned and laid up at Columbia River since 1980     |
| LST-1167                                  | Westchester County                        | NCBI                                      | Christy Shipbuilding                      | 18 avril 1953                             | 10 mars 1954                              | 30 novembre 1973                          | Vendu à la Turquie et renommé TCG Serdar (L-402), sunk as target on 30 mai 2014    |
| LST-1168                                  | Wexford County                            | NRHA                                      | Christy Shipbuilding                      | 28 novembre 1953                          | 15 juin 1954                              | 29 octobre 1971                           | Vendu à l'Espagne et renommé Martin Alveraz (L-12), scrapped                       |
| LST-1169                                  | Whitfield County                          | NNZE                                      | Christy Shipbuilding                      | 22 août 1953                              | 14 septembre 1954                         | 15 mars 1973                              | Vendu à la Grece et renomméKos (L-116), sunk as target on 24 juin 2004             |
| LST-1170                                  | Windham County                            | NPNC                                      | Christy Shipbuilding                      | 22 mai 1954                               | 15 décembre 1954                          | 1 juin 1973                               | Vendu à la Turquie et renommé TCG Ertuğrul (L-401), état inconnu                   |